# Judoma
Judoma – rzeka w Rosji, w Kraju Chabarowskim i Jakucji; prawy dopływ Mai. Długość 765 km (od źródeł rzeki Nitkan 820 km); powierzchnia dorzecza 43 700 km².
Powstaje z połączenia rzek Nitkan i Awlija w górach Suntar-Chajata; na całej długości ma charakter rzeki górskiej; liczne progi; płynie w kierunku południowym i południowo-zachodnim przez Wyżynę Judomsko-Majską. Żeglowna na odcinku 271 km od ujścia.
Zamarza od października do maja; zasilanie deszczowo-śniegowe, w górnym biegu również lodowcowe.